# Шебби-шик

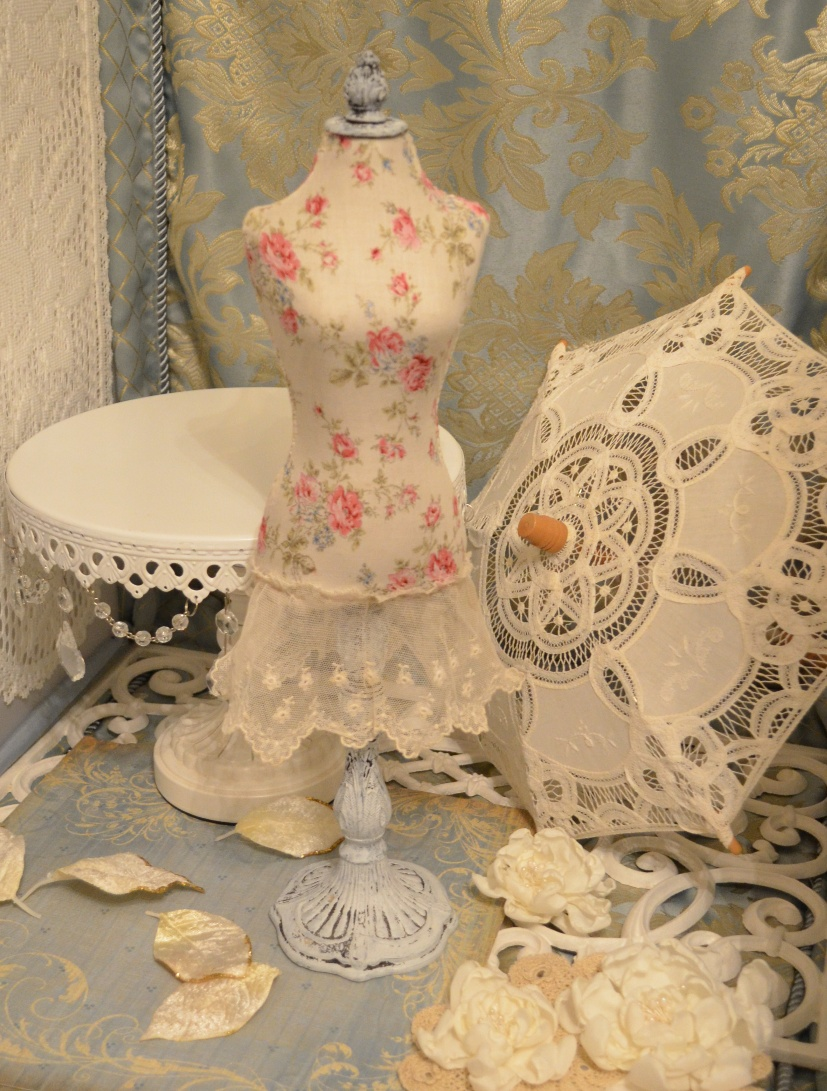
Элементы шебби-шика

Шебби-шик (от англ. shabby — поношенный, потертый) — стиль интерьера, появившийся в 1980-х. Автором стиля является Рэйчел Эшвил.
Основными его чертами являются винтаж, пастельные (бело-розовые) цвета и кружева (мелкие декоративные элементы). Само название «шебби» указывает на консервативную интенцию стиля, что роднит его с японским аналогом ваби-саби. В интерьере это достигается за счет использования комода, паркета и патины. Обилие декоративных элементов роднит шебби-шик с барокко. В то же время отличием будет являться акцент на потертости, трещинах, антиквариате, старине и «обшарпанности».
В орнаменте из изобразительных элементов присутствуют ангелочки и розы.
Общая атмосфера стиля характеризуется как нежная, женственная и романтичная.